# Hydrotaea nitidiventris
Hydrotaea nitidiventris är en tvåvingeart som beskrevs av Malloch 1926. Hydrotaea nitidiventris ingår i släktet Hydrotaea och familjen husflugor. Inga underarter finns listade i Catalogue of Life.